# بی‌ام‌وای-۷۳۷۸
بی‌ام‌وای-۷۳۷۸ (انگلیسی: BMY-7378) یک آگونیست نسبی/آنتاگونیست گیرنده ۱ آ سروتونین و آنتاگونیست گیرنده آلفا-۱ آدرنرژیک است.